# Оборо (1931)
Оборо (Oboro, яп. 朧) – ескадрений міноносець Імперського флоту Японії, який брав участь у Другій Світовій війні. Корабель, який став сімнадцятим серед есмінців типу «Фубукі», спорудили у 1931 році на верфі компанії ВМФ у Сасебо. 
На момент вступу Японії до Другої світової війни «Оборо» підпорядковувався 5-й дивізії авіаносців, втім, він не взяв участі у поході до Перл-Гарбору, а натомість був призначений для участі у вторгненні на Гуам (Маріанські острова). 25 – 27 листопада 1941-го «Оборо» прослідував з Йокосуки до Хахадзіми (острови Огасавара), а 4 грудня разом з 3 іншими есмінцями почав конвоювання транспортів з військами у південному напрямку. 8 грудня, у день нападу на Перл-Гарбор (тільки по інший бік лінії зміни дат), загін здійснив успішну висадку на Гуамі. 
15 – 19 грудня 1941-го «Оборо» ескортував мінний загороджувач «Цугару» з Сайпану (так само Маріанські острова) на Маршаллові острова до атолу Кваджелей, після чого кілька місяців ніс тут патрульно-ескортну службу.  6 – 12 квітня 1942-го есмінець прослідував з Кваджелейну до Йокосуки та продовжив свою діяльність у місцевому військово-морському окрузі, при цьому щонайменше один раз він здійснив далекий похід, коли з 18 липня по 3 серпня супроводжував танкер «Ніссін-Мару» з Йокосуки до Мако (важлива база ВМФ на Пескадорських островах у південній частині Тайванської протоки) та назад.
Восени «Оборо» задіяли для операцій у північній зоні. З 19 вересня по 2 жовтня есмінець провів рейс з Йокосуки до Алеутських островів (тут японці у червні зайняли два острова на заході архіпелагу). 11 – 17 жовтня «Оборо» разом з іншим есмінцем «Хацухару» пройшов зі ще однією транспортною місією з Йокосуки через Шумшу (Курильські острова) до Киски. Невдовзі по прибуттю до цілі походу загін був атакований ворожими бомбардувальниками. Пряму попадання бомби призвело до детонації боєзапасу на «Оборо» і есмінець швидко затонув. З корабля змогли врятуватись лише 17 членів екіпажу, яких «Хацухару» підібрав та доставив на Парамушир (так само Курильські острова).